# Hanke Bruins Slot
Hanke Gerdina Johanette Bruins Slot (Apeldoorn, 20 oktober 1977) is een Nederlands beroepsmilitair, politica en bestuurster. Ze is lid van het CDA. Sinds 12 februari 2025 is ze generaal-majoor bij de Koninklijke Landmacht. In die rang werd ze in de zomer van 2025 directeur Operationeel Beleid en Plannen van het directoraat-generaal Beleid bij het ministerie van Defensie.

## Maatschappelijke loopbaan
Bruins Slot is geboren in Apeldoorn en opgegroeid in Winsum, Zeewolde en Ridderkerk. Ze ging naar het vwo en werkte tijdens haar universitaire studies Nederlands recht (staats- en bestuursrecht) en recht, bestuur en management aan de Universiteit Utrecht een paar jaar als student- en projectassistent. Van 2001 tot 2005 was zij senior beleidsmedewerker op de afdeling Bestuurlijke Organisatie van het ministerie van Binnenlandse Zaken en Koninkrijksrelaties. Ze heeft op hoog niveau veld- en zaalhockey gespeeld. Als hockeykeepster bij HC Kampong werd ze in 2005 landskampioen zaalhockey.
Bruins Slot volgde van 2005 tot 2007 een postacademische officiersopleiding aan de Koninklijke Militaire Academie te Breda. Van 2007 tot 2010 was zij als beroepsmilitair werkzaam als officier bij de Koninklijke Landmacht. Van 2007 tot 2009 was zij er pelotonscommandant pantserhouwitsers bij het Korps Rijdende Artillerie, in 2008 voerde zij het bevel over een detachement in Tarin Kowt te Afghanistan. Van 2009 tot 2010 was zij waarnemend hoofdofficier toegevoegd van de directeur Operaties van het Commando Landstrijdkrachten, in 2010 was zij er stafofficier Planning en Programmering. Ze bereikte er de rang van kapitein.
Op 12 februari 2025 keerde Bruins Slot terug bij de Koninklijke Landmacht in de rang van generaal-majoor. Totdat zij in de zomer daadwerkelijk met haar functie startte, doorliep zij een opwerktraject. Op 5 mei 2025 hield Bruins Slot de Van Randwijklezing tijdens het Bevrijdingsfestival Zeeland in Vlissingen. In de zomer van 2025 werd ze directeur Operationeel Beleid en Plannen van het directoraat-generaal Beleid bij het ministerie van Defensie en werd ze ook lid van de Raad voor het Defensieonderzoek van TNO Defensie en Veiligheid.

## Politieke loopbaan
Bruins Slot werd in 2003 lid van het bestuur van De Dertigers, een opiniërende stichting die verbonden is aan het CDA. Ook zat ze in de commissie van het CDA die het verkiezingsprogramma voor de gemeenteraadsverkiezingen van 2006 voor de gemeente Utrecht schreef. Op de kandidatenlijst van het CDA voor de Tweede Kamerverkiezingen van 2010 stond ze op nummer 21 en was daarmee de hoogste nieuwkomer. Alhoewel vanwege voorkeurstemmen voorbijgestreefd door Sabine Uitslag, kwam zij toch in de Kamer dankzij het bedanken van Jan Peter Balkenende en Jack de Vries voor het Kamerlidmaatschap. Mede vanwege de terugloop in het aantal Kamerzetels van het CDA na de verkiezingen van 2010 (de partij hield 21 van de 41 zetels over) was zij in 2010 de enige nieuwkomer in de nieuwe CDA-fractie. Zij was woordvoerder op het gebied van defensie, sport (inclusief vrijwilligers) en medisch-ethische vraagstukken.
Op 4 juni 2019 verliet Bruins Slot de Tweede Kamer om gedeputeerde te worden van de provincie Utrecht met in haar portefeuille Natuur, Landbouw, Bodem & Water en Sport en Bestuur. Vanaf 10 januari 2022 was zij minister van Binnenlandse Zaken en Koninkrijksrelaties in het kabinet-Rutte IV. Op 5 september 2023 werd Bruins Slot benoemd tot minister van Buitenlandse Zaken in het kabinet-Rutte IV, na het vertrek van partijgenoot Wopke Hoekstra. Voor haar "bijzondere bijdrage aan het parlementaire gezag en de democratie in Nederland" werd in september 2023 de Prinsjesprijs aan haar toegekend. Ze was minister tot 2 juli 2024, toen het kabinet-Rutte IV ten einde kwam.

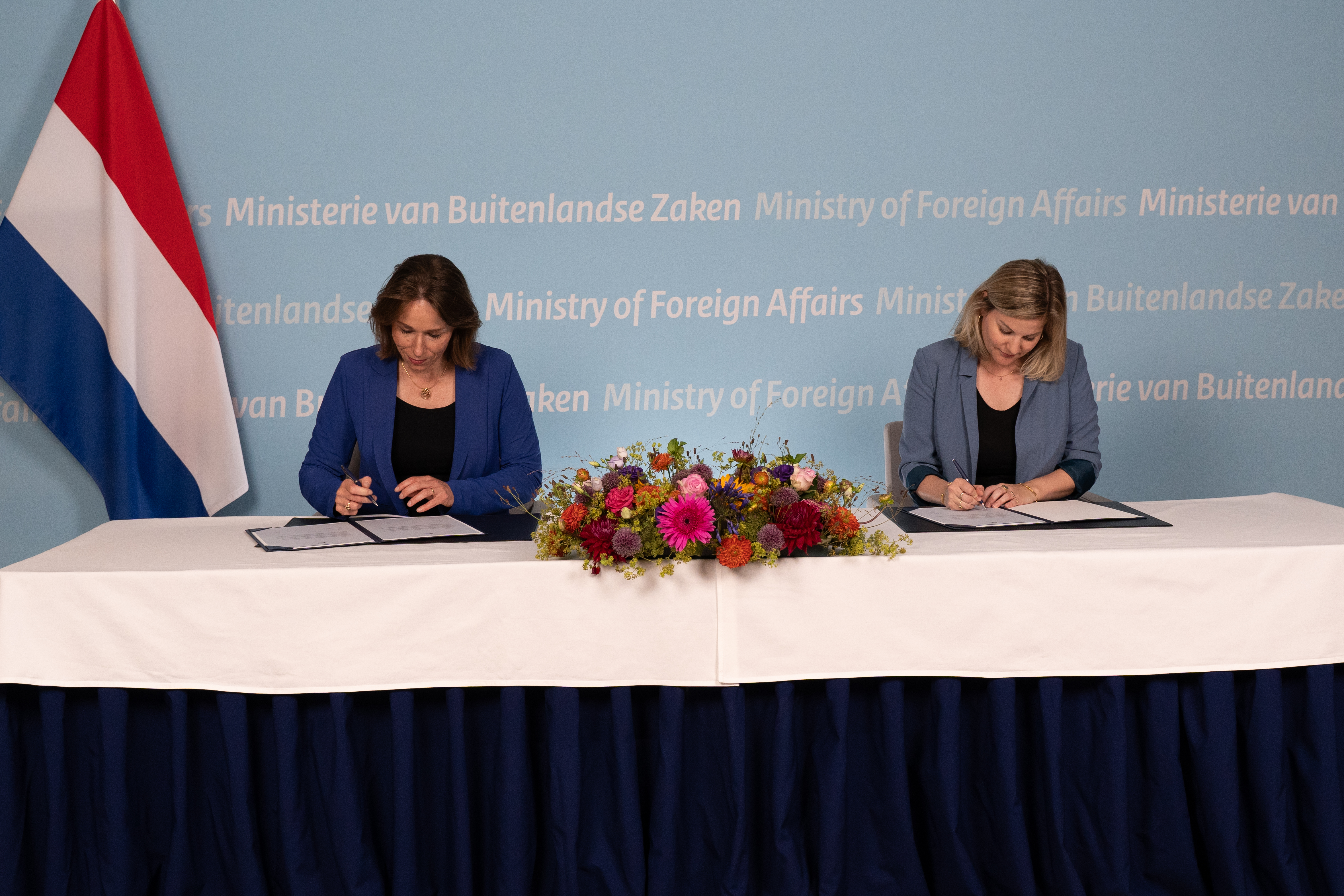
Waarnemend minister van Buitenlandse Zaken Liesje Schreinemacher draagt het departement over aan Bruins Slot.

## Privéleven
Bruins Slot is getrouwd. Zowel haar vader Harm (CDA) als haar oom Johan (CDA) en grootvader Zwaantinus (CHU) waren burgemeester.

## Decoraties
Bruins Slot heeft in zowel haar militaire carrière, als haar politieke loopbaan verschillende onderscheidingen verkregen. De volgende onderscheidingen draagt zij tegenwoordig op haar militair uniform.
| Decoraties | Naam                                                        |
| ---------- | ----------------------------------------------------------- |
|            | Officier in de Orde van Oranje-Nassau                       |
|            | Herinneringsmedaille Internationale Missies met gesp 'ISAF' |
|            | Inhuldigingsmedaille 2013                                   |
|            | NAVO-medaille met gesp 'ISAF'                               |
|            | Orde van Burgerlijke Verdienste (Spanje)                    |
|            | Commandeur in de Nationale Orde van Verdienste (Frankrijk)  |

- Parlement.com: viej19fsg3z9